# Chrysobothris bisinuata
Chrysobothris bisinuata es una especie de escarabajo del género Chrysobothris, familia Buprestidae. Fue descrita científicamente por Chamberlin en 1938.